# کارل هارتمن (بازیکن فوتبال)
کارل هارتمن (انگلیسی: Carl Hartmann; ۸ فوریهٔ ۱۸۹۴ – ۲۴ ژوئن ۱۹۴۳) بازیکن فوتبال اهل رایش آلمان بود.
از باشگاه‌هایی که در آن بازی کرده‌است می‌توان به اشاره کرد.
وی همچنین در تیم ملی فوتبال آلمان بازی کرده‌است.